# Ядро микропроцессора
Термин «ядро микропроцессора» (англ. processor core) не имеет чёткого определения и в зависимости от контекста употребления может обозначать особенности, позволяющие выделить модель ядра в отдельный вид:
- физическую реализацию:
  - часть микропроцессора, содержащую основные функциональные блоки;
  - кристалл микропроцессора (CPU или GPU), чаще всего, открытый;
- набор характеристик организационного, схемотехнического или программного характера:
  - часть процессора, осуществляющая выполнение одного потока команд. Многоядерные процессоры имеют несколько ядер и поэтому способны одновременно выполнять несколько потоков команд;
  - набор параметров, характеризующих микропроцессор.

Ядро микропроцессора обычно имеет собственное кодовое обозначение (например, K7) или имя (например, Deschutes).

## Характеристики ядра
Типичными характеристиками ядра являются, например:
- микроархитектура;
- система команд;
- количество функциональных блоков (ALU, FPU, конвейеров и т. п.);
- объём встроенной кэш-памяти;
- интерфейс (логический и физический);
- тактовые частоты;
- напряжение питания;
- максимальное и типичное тепловыделение;
- технология производства;
- площадь кристалла.

## Ревизии ядра
В процессе разработки новых ядер микропроцессоров на основе существующих ядер в конструкцию существующих ядер вносятся изменения, часто значительные. Так, например, может быть добавлен дополнительный набор инструкций, могут быть уменьшены проектные нормы техпроцесса, может быть увеличена тактовая частота. Также обычно исправляются найденные ошибки. Подобные ядра называют ревизиями существующего ядра. Например, на основе ядра «Athlon XP Thoroughbred» созданы ядра ревизий «A0» и «B0». Номер ревизии может быть закодирован в маркировке микропроцессора и/или может быть запрограммирован в ядре. В последнем случае код номера ревизии (степпинг) можно узнать с помощью инструкции cpuid (а в MS Windows — с помощью программы CPU-Z или подобных ей).

## Второе пространство (Потоковая среда)
Логическое пространство многоядерной системы в x2 умножении по квадратной системе. Может обеспечить вдвое больше потоков передачи данных на программном уровне. Разрабатывается на архитектуре IA, и AMD-V.